# オピオタウロス

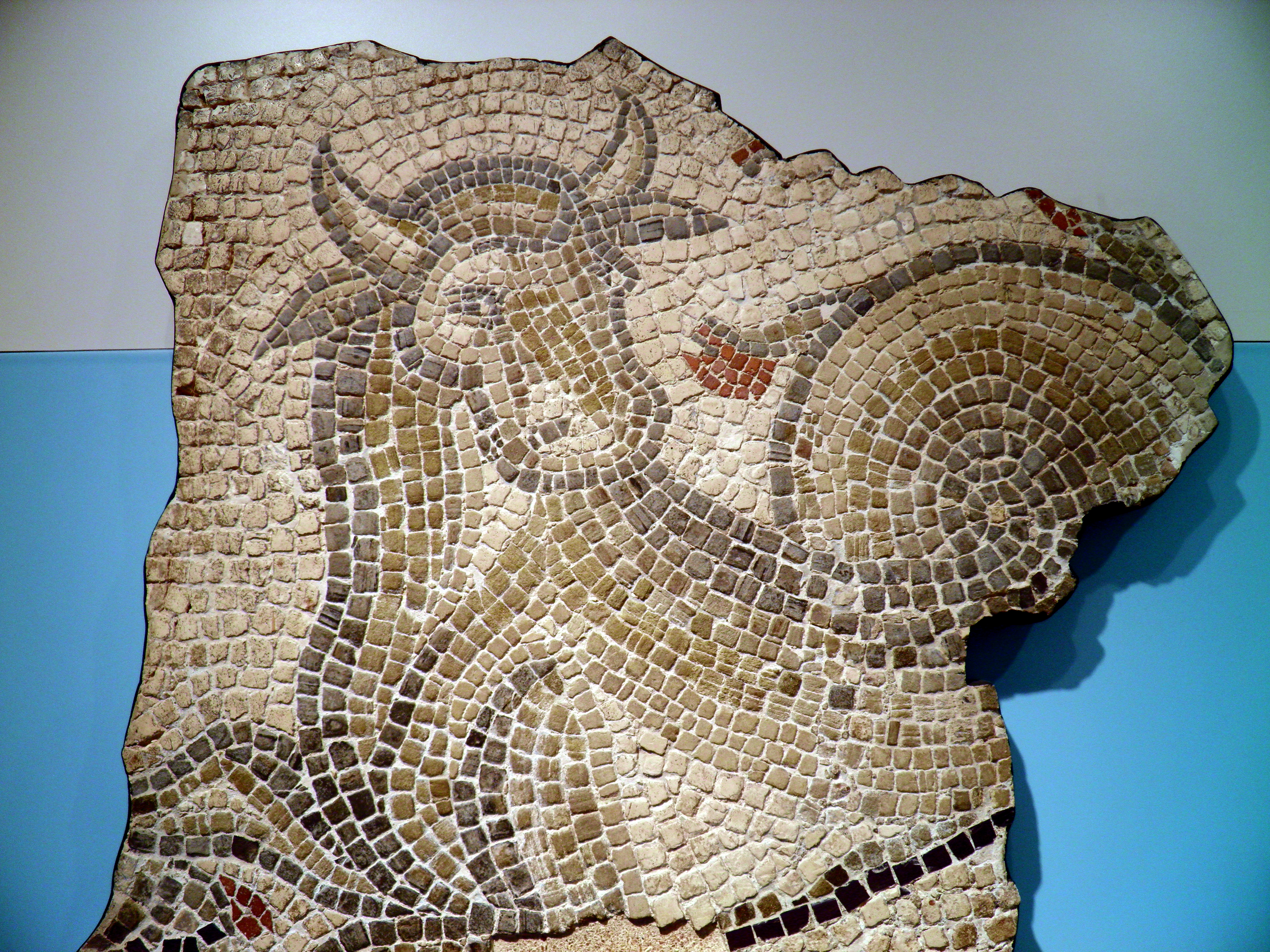
オピオタウロスを描いたモザイク画。ヨークシャー博物館所蔵。

オピオタウロス (古希: Οφιόταυρος, Ophiotauros, 英: Ophiotaurus) は、ギリシア神話に登場する怪物である。身体の前半分は牛で、後ろは蛇とされる。オフィオタウルス、オフィオタウラスとも表記される。

## 語源学
「オピオ（Οφιό, Ophio）」は蛇を意味し、「タウロス（ταυρος, Tauros）」は牛を意味する。「オピオタウロス（Οφιόταυρος, Ophiotauros）」は文字通り「蛇牛」という意味である。

## 神話
オピオタウロスに関するただ一つの出典がオウィディウスの『祭暦』にあり、オピオタウロスは大地母神ガイアから生まれ、その内臓を燃やして犠牲に捧げた者は神を打ち倒す力が与えられるというお告げがあった。ステュクスがモイラ達の教えにより、暗い聖林に三重の壁で囲い閉じ込めていたといわれる。ティーターノマキアーの際中にティーターン陣営のブリアレオースに斧で殺されるが、内臓を燃やされる前に、ゼウスに遣わされた鳶が奪い取ってゼウスに届けたという。その後、鳶はこの働きにより天に上げられ鳶星となった（この鳶星は『祭暦』と『博物誌』以外に言及がないためどの星を指すのかは不明である）。